# Itakano (metropolitana di Osaka)
Itakano (井高野駅?, Itakano-eki) è una stazione della metropolitana di Osaka situata nell'area est della città, capolinea nord della linea Imazatosuji.

## Stazioni adiacenti
| «                 | Servizio          | »                 |
| Linea Imazatosuji | Linea Imazatosuji | Linea Imazatosuji |
| ----------------- | ----------------- | ----------------- |
| Capolinea         | Locale            | Zuikō Yonchōme    |